# Lumkofel
Lumkofel är ett berg i Österrike.   Det ligger i distriktet Hermagor och förbundslandet Kärnten, i den centrala delen av landet, 300 km sydväst om huvudstaden Wien. Toppen på Lumkofel är 2 287 meter över havet, eller 340 meter över den omgivande terrängen. Bredden vid basen är 3,3 km. Lumkofel ingår i Lienzer Dolomiten.
Terrängen runt Lumkofel är huvudsakligen bergig, men den allra närmaste omgivningen är kuperad. Närmaste större samhälle är Lienz, 13,1 km norr om Lumkofel. 
I omgivningarna runt Lumkofel växer i huvudsak blandskog. Runt Lumkofel är det ganska glesbefolkat, med 23 invånare per kvadratkilometer.